# Hermann Flessner
Hermann C. Flessner (* 31. Dezember 1930 in Hamburg) ist ein deutscher Bauingenieur und Informatiker. Er war als Hochschullehrer und Wissenschaftler für Anwendungen der Informatik in Naturwissenschaft und Technik tätig.

## Leben und Werk
Hermann Flessner studierte von 1952 bis 1957 Bauingenieurwesen an der Universität Hannover. Von 1958 bis 1962 arbeitete er als Ingenieur bei Züblin in Duisburg. Seit 1962 war er wissenschaftlicher Mitarbeiter an der Universität Hannover, wo er 1965 zum Dr.-Ing. promovierte. Dort baute Flessner am von Wolfgang Zerna geleiteten Lehrstuhl für Massivbau mit Hilfe des Zuse Z22R die computergestützte Baustatik auf. 1966 wurde er zum Professor für EDV im Bauwesen an der Universität Hannover berufen, 1968 folgte der Ruf auf die Professur für Angewandte Informatik im Ingenieurwesen an der Ruhr-Universität Bochum. Während seiner Tätigkeit in Bochum war er 1969/1970 Gastprofessor (Visiting Associate Professor) am Massachusetts Institute of Technology (MIT) in Cambridge (USA), wo er “new tools for graphical input and output” entwickelte.
Flessners Arbeitsschwerpunkt in Bochum war die Entwicklung eines interaktiven Konstruktionsplatzes (IKP) für das rechnerunterstützte Konstruieren (CAD). Die Arbeiten wurden im Rahmen des 2. Datenverarbeitungsprogramms der Bundesregierung vom Bundesministerium für Bildung und Forschung (BMFT) gefördert. Der IKP zeichnete sich insbesondere durch die frühzeitige Nutzung von frei platzierbaren Overlays auf Grafiktabletts als Menüs zur Programmsteuerung aus. CAD-Arbeitsplätze nach dem Muster des IKP wurden von der Ingenieurgemeinschaft für angewandte Informatik Flessner und Partner GmbH & Co in verschiedenen Institutionen eingerichtet. So wurde mit einem derartigen Arbeitsplatz ein Gründungskörper für die Forschungsplattform Nordsee konstruiert, der gegenüber dem ursprünglichen Entwurf um 2,4 Millionen Deutsche Mark günstiger war. 
1978 wurde Flessner an die Universität Hamburg berufen, wo er bis zu seiner Emeritierung im Jahr 1994 den Arbeitsbereich Anwendungen der Informatik in Naturwissenschaft und Technik am Fachbereich Informatik leitete und von 1980 bis 1982 auch Dekan des Fachbereichs war. Seit seiner Emeritierung ist Hermann Flessner als Beratender Ingenieur und Erfinder auf verschiedenen Gebieten tätig. So hat er sich beispielsweise intensiv mit Fragen der Magnetbahntechnologie beschäftigt. Von 1992 bis 2001 war er darüber hinaus Gastprofessor an der Universität Stettin.

## Ehrenamtliche Tätigkeit
- Gründungsmitglied des 1981 gegründeten DAAD Freundeskreis e. V. und Vorsitzender des Vorstands von 1982 bis 1991[5]
- Gründungsmitglied der 1988 gegründeten Konrad-Zuse-Gesellschaft[6]
- Mitgliedschaft im Verein Deutscher Ingenieure (VDI), von 1972 bis 1974 erster Vorsitzender des VDI-Bezirksvereins Bochum[7]

## Ausgewählte Veröffentlichungen
- Hermann Fleßner: Ein Beitrag zur Ermittlung von Querschnittswerten mit Hilfe elektronischer Rechenanlagen. Der Bauingenieur 37 (1962), p. 146 und p. 327.
- Hermann Fleßner: Zur Berechnungsgenauigkeit von Bemessungsvorschriften nach verschiedenen Traglastverfahren. Beton- und Stahlbetonbau, 61. Jahrgang (1966), Heft 10.
- Hermann Flessner, Peter Gorny, Heinz-Peter Haake, Werner Hansmann: Entwicklung und Einsatz eines interaktiven Konstruktionsplatzes (IKP). In: Dirk Siefkes (Hrsg.), GI - 4. Jahrestagung, Berlin, 9.–12. Oktober 1974, Berlin / Heidelberg: Springer-Verlag, 1975, ISBN 978-3-662-39104-4, pp. 659 – 669.
- Hermann Flessner: Gefährlicher Dialog - Hermann C. Flessner über Joseph Weizenbaum: Die Macht der Computer und die Ohnmacht der Vernunft. Der Spiegel 32/1978, pp. 145 – 147.
- Hermann Flessner: Anforderungen an den computerunterstützten Arbeitsplatz im industriellen Umfeld. In: Manfred Paul (Hrsg.), GI - 19. Jahrestagung, I, Computergestützter Arbeitsplatz, München, 18.-20. Oktober 1989, Berlin / Heidelberg: Springer-Verlag, 1989, ISBN 3-540-51821-5, pp. 49 – 57.
- Jürgen Alex, Hermann Flessner, Wilhelm Mons, Kurt Pauli, Horst Zuse: Konrad Zuse. Der Vater des Computers. Fulda: Verlag Parzeller, 2000, ISBN 3-7900-0317-4.
- Hermann Flessner, Jürgen Noll, Hartmut Rehling: Geschichte und Schicksal der Zigarrenkistenfabrik Gebr. Busch in Minden (Westf.). Books on Demand, 2. Aufl. 2015, ISBN 978-3-7347-6248-2.
- Hermann Flessner: Erste Arbeiten mit Zuse-Computern - Band 1: Rechnen, Planen und Konstruieren. Books on Demand, 2016, ISBN 978-3-7412-3593-1.
- Hermann Flessner: Erste Arbeiten mit Zuse-Computern - Band 2: Biegefestigkeit bewehrter Betonträger. Books on Demand, 2016, ISBN 978-3-7412-2557-4.

## Auszeichnungen
- Ehrenplakette des VDI, 1979[8]
- Ehrenmedaille des VDI, 1986[8]
- Konrad-Zuse-Medaille für Verdienste um die Informatik im Bauwesen, 1989
- Ehrendoktorwürde der Bauhaus-Universität Weimar, 1995
- Konrad-Zuse-Plakette der Stadt Hoyerswerda, 2009
- St.-Ulrich-Plakette der Stadt Hünfeld, 2010